# Nacho Monsalve
Ignacio Monsalve Vicente, detto Nacho (Madrid, 27 aprile 1994), è un calciatore spagnolo, difensore dell'Eldense.

## Carriera
Cresciuto nel vivaio dell'Atlético Madrid, ha esordito in prima squadra nel 2016. Ha giocato nei campionati spagnolo, olandese, bulgaro e polacco. Nel 2023 ha contribuito alla vittoria del campionato di I liga da parte dell'ŁKS.

## Palmarès

### Competizioni nazionali
- I liga: 1

ŁKS: 2022-2023